# Antonio Ceruti

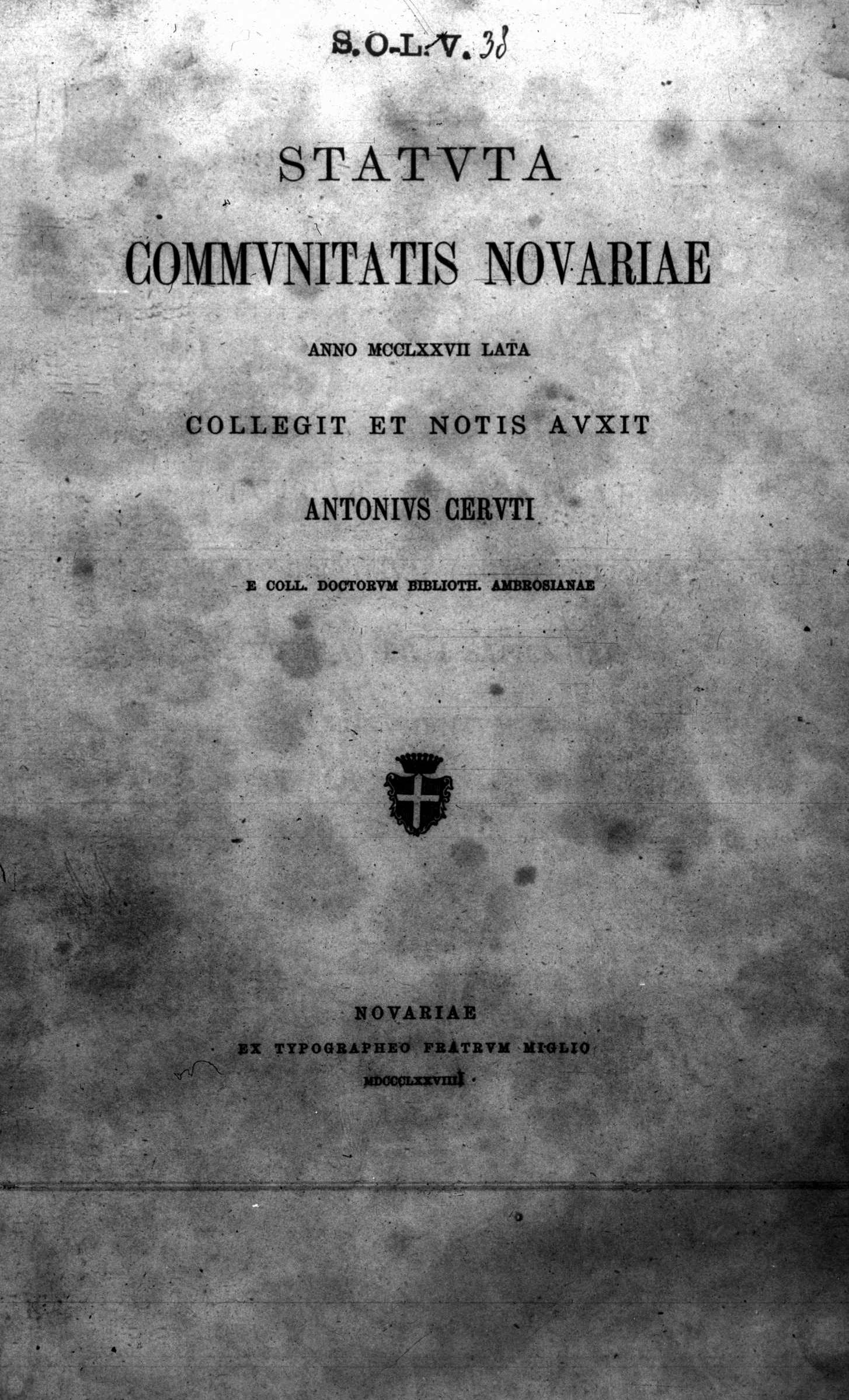
Statuta communitatis Novariae, 1879

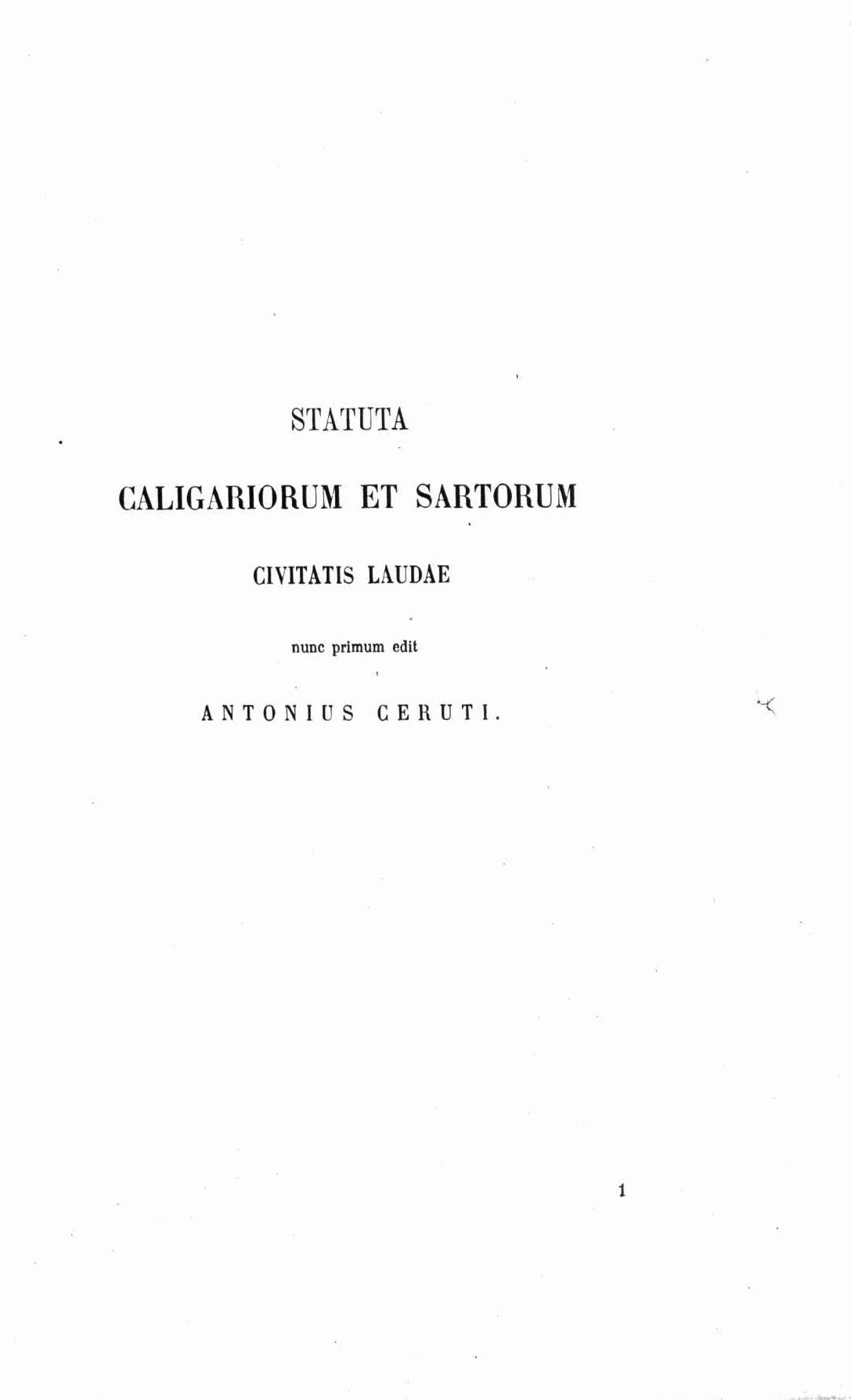
Statuta caligariorum et sartorum civitatis Laudae, 1869

Antonio Ceruti (Milano, 11 aprile 1830 – Cernobbio, 20 maggio 1918) è stato un archivista, storico e presbitero italiano.

## Biografia
Nacque nel 1830 a Milano, figlio di Giacomo Ceruti e Angela De Micheli.
Entrò nel seminario diocesano, dove compì i propri studi, venendo ordinato sacerdote nel 1863. Nel frattempo aveva iniziato a lavorare come archivista presso la curia vescovile. Nello stesso anno 1863 venne impiegato nella Biblioteca Ambrosiana, prima come scrittore aiutante, poi come custode del catalogo, intraprendendo la stesura dell'inventario dei manoscritti (che completò in 33 volumi manoscritti, pubblicati nel 1973); nel 1870 entrò nel collegio dei dottori della biblioteca.
Collaborò con periodici e istituti culturali della Lombardia e di tutta Italia; nel 1868 divenne membro della Reale Deputazione di storia patria di Torino, nel 1873 del Real Istituto lombardo di scienze e lettere e fece da segretario all'appena costituita Società Storica Lombarda dal 1874 al 1877.
Pubblicò numerosi studi storici. Nelle sue meno numerose monografie espresse posizioni rigidamente tradizionaliste e conservatrici dal punto di vista sociale e religioso.
Morì nel 1918 a Cernobbio.

## Opere
(elenco parziale)
- (LA) Statuta caligariorum et sartorum civitatis Laudae, Torino, Stamperia Reale, 1869.
- (LA) Statuta communitatis Novariae, Novara, fratelli Miglio, 1879.